# تيسمسيلت
تيسمسيلت اٍحدى بلديات ولاية تيسمسيلت

## جغرافيا

### تضاريس
كونها متمركزة في كتلة الونشريس الكبيرة، تتميز الولاية بتضاريس وعرة جدا في الشمال حيث المناطق الجبلية تحتل منها تقريبا 65 % وتشكل الانحدارات عموما أكثر من 25 % ، مما يفسر الحساسية الهامة لظاهرة التعرية وصعوبة تهيئة المساحات (هياكل الطرق القاعدية الخ) أما بقية المناطق الأخرى فهي عبارة عن سهول ومناطق رعوية

### مناخ
تتميز ولاية تيسمسيلت بمناخ متوسطي من نوع شبه قاحل في الجنوب والوسط ومبلل شبه رطب في كتلة الونشربيس بالشمال
- إن مقياس تساقط الأمطار متغير ويتراوح بين 300و 600 ملم/ سنويا. - تتساقط الثلوج على مرتفعات الونشريس في الشتاء بمعدل 05 إلى 50سم.

- - أما درجة الحرارة فهي متغيرة وتتراوح مابين (0° و 6 ° (في الشتاء و (30° إلى 40°) في الصيف.

### الهيدروغرافية
باعتبار أن التضاريس وعرة فإن الشبكة الهيدروغرافية بالولاية ضعيفة نسبيا، حيث أن الأودية التي تتشكل منها الولاية تتباعد نخو اتجاهين متضادين: شمال غربي، وجنوب شرقي لتلتحق بواد الشلف.

## تاريخ

### تاريخ قديم
حسب عبد الرحمان الجزائري في كتابه «تاريخ الجزائر»  كانت هذه المنطقة محتلة من طرف الرومان عام 297. أما بالنسبة ل (بيير سلما) فيحدد تاريخ الاحتلال، دائما من طرف الرومان بين 276 وسبتمبر 282 وهذا بالرجوع إلى المناصب التذكارية التخطيطية التي اكتشفت عام 1953 بعين توكرية.
استعملت منطقة تيسمسيلت كمكان للالتقاء في فترة الانتجاع ما بين البدويين النازحين من جنوب البلاد وسلسلة جبال الونشريس.
و عند الفتوحات الإسلامية امتد استعمال لغة القران في هذه الناحية وشرع البرابرة والعرب بالتقارب والاندماج السريع بتشكيل قبائل وهو مصدر تسميتها «تسيسين» في عهد الرستميين وهو الاسم المعطى لمنبع لا زال موجود لحد الآن. ومن هذه الفترة حتى نهاية السلطة العثمانية كان التجمهر هذا الذي يدعى «سوق تيسمين» يجمع سكان جبال الونشريس.

### العهد العثماني
أما القرن 17م فيصادف وصول الوالي الصالح «سيدي أمحمد بن تمرة» (مرجع: كتاب نسب الإشراف). وخلال فترة الاستعمار ووفقا لـ «أرنود» مترجم الجيش الفرنسي (المجلة الإفريقية رقم 1862) هم سكان بني مايدة الذين فروا من سهل الزكار، قصد تجنب مجزرة، واستقروا نهائيا في ضواحي تيسمسيلت.

### عهد الإحتلال الفرنسي
شيدت تيسيمسيلت كمركز عام 1890 (سجل الحالة المدنية) وسميت ب (فيالار)، وهي تابعة للبلدية المختلطة ثنية الحد حتى سنة 1909 . وفيما بعد ألحق هذا المركز ببلدية سفرو (sefrou) المختلطة (سجل الحالة المدنية).و بموجب مرسوم 09-08 -1924.
أصبحت فيالار بلدية ذات الممارسة الكاملة، بمقاطعة مليانة، عمالة الجزائر.ثم بدأ تشييد المقر الأول للبلدية عام 1928 وتم الاستلام في جويلية 1931. كما أن الحركة الوطنية الأولى لبعض الشهود ظهرت في فيالار قبل الحرب العالمية الأولى واتسعت بعد أحداث ماي 1945 وخاصة الحركة الكشفية (قسم فيالار) طبقا لعملية التقسيم الإداري الجديد ألحقت فيالار بمقاطعة ثنية الحد * أورليون فيل * لتسترد بعد الاستقلال تسميتها الأصلية وهي تيسمسيلت.

## الإستقلال

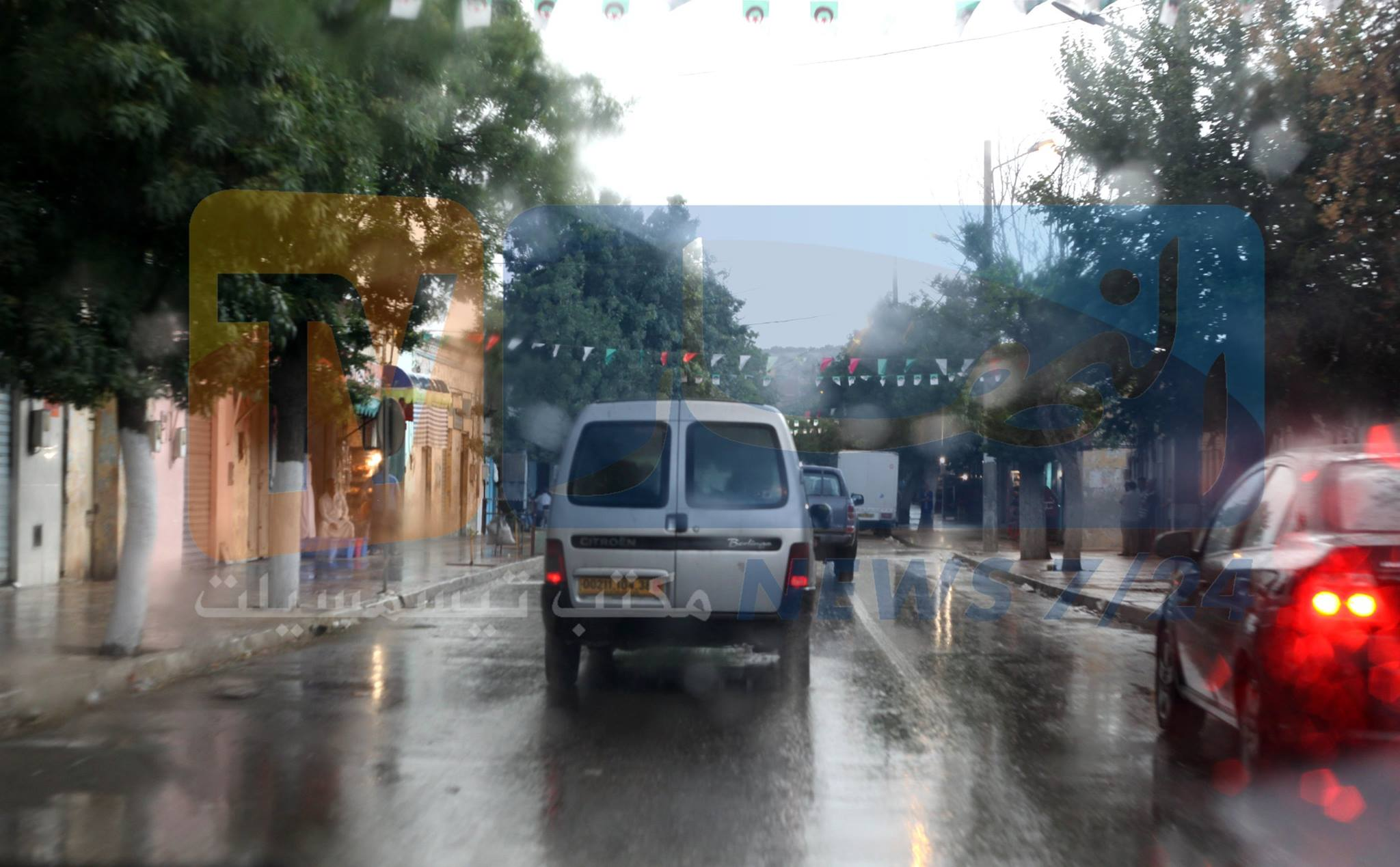
منظر لأحد شوارع تيسمسيلت

وأصبحت تيسمسيلت إثر التقسيم الإداري المؤرخ في 04-02-1984 مقر الولاية، وهذا بعدما كانت إداريا وجغرافيا منذ زمان طويل تحت تبعية ولاية تيارت. وهي تضم حاليا 22 بلدية و 08 دوائر.